# Квинт Валерий Фалтон
Квинт Валерий Фалтон (на латински: Quintus Valerius Falto) e древноримски политик от III в. пр.н.е., първият перегрински претор (претор на чужденците) в Римската република. Заема тази длъжност през 242 г. пр.н.е., когато се налага да замести един от двамата консули (възпрепятстван по религиозни причини) в морския поход срещу картагенците в Сицилия. Служи под командването на другия консул, Гай Лутаций Катул, а когато последният е ранен под стените на крепостта Дрепана, Фалтон остава единственият командир на римската флота. В битката при Егадските острови (март 241 г. пр.н.е.) печели победа над картагенците, решителна за изхода на Първата пуническа война в полза на Рим. Макар и с по-нисък ранг от командващия консул, с изрично решение на народното събрание Фалтон получава правото да отпразнува триумф след завръщането си в града (октомври). През 239 г. пр.н.е. е избран за консул.
Квинт е брат на Публий Валерий Фалтон (консул 238 г. пр.н.е.).